# Tunnoton
Tunnoton è un brano musicale della cantante finlandese Jenni Vartiainen, estratto come primo singolo dal suo album di debutto Ihmisten edessä. È anche il suo primo singolo da solista. Tunnoton è stato pubblicato l'11 aprile 2007 su iTunes.

## Tracce
1. Tunnoton – 3:46